# Lindholmens borgruin

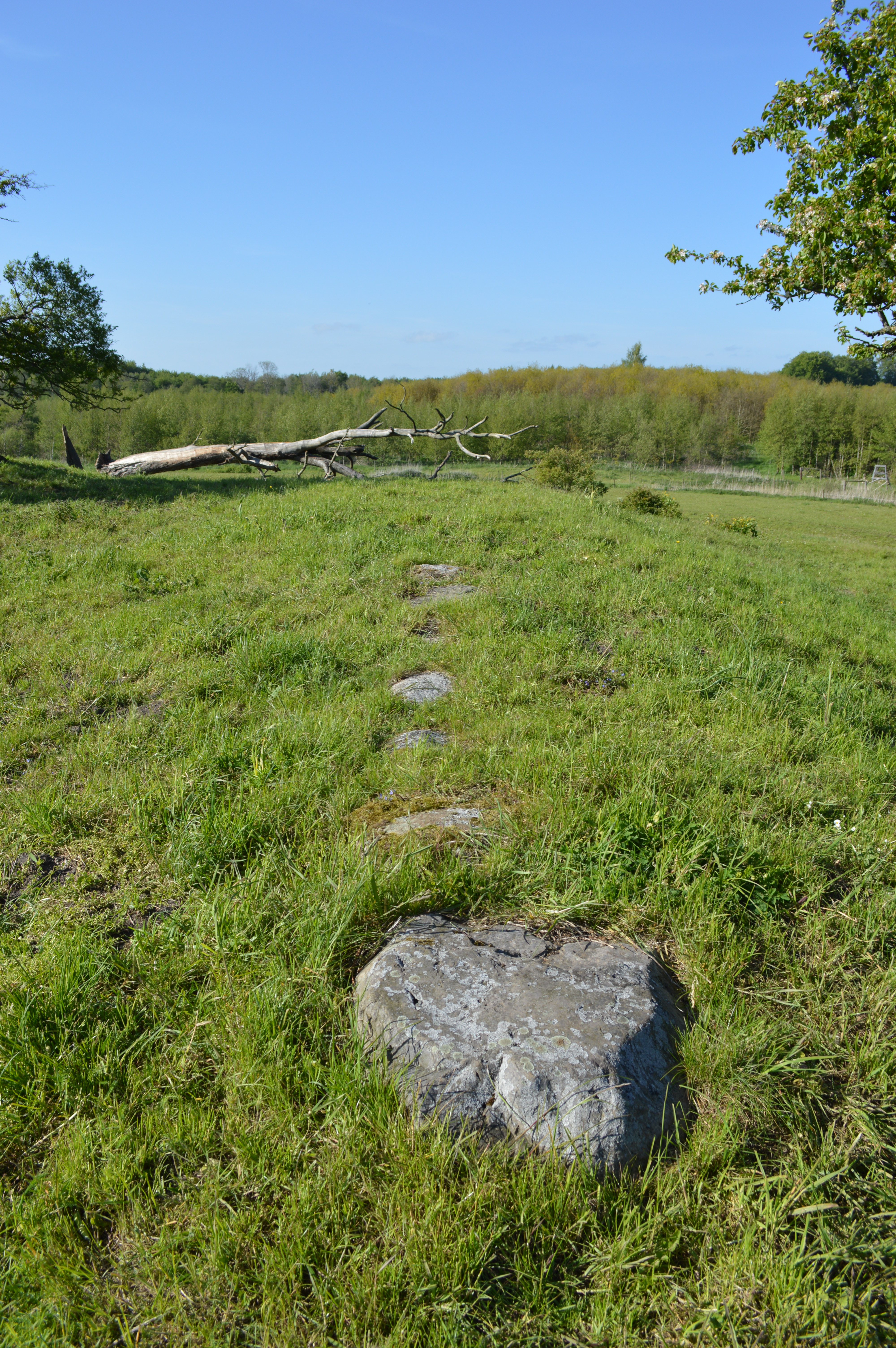
Lindholmen (stenarna som finns kvar)

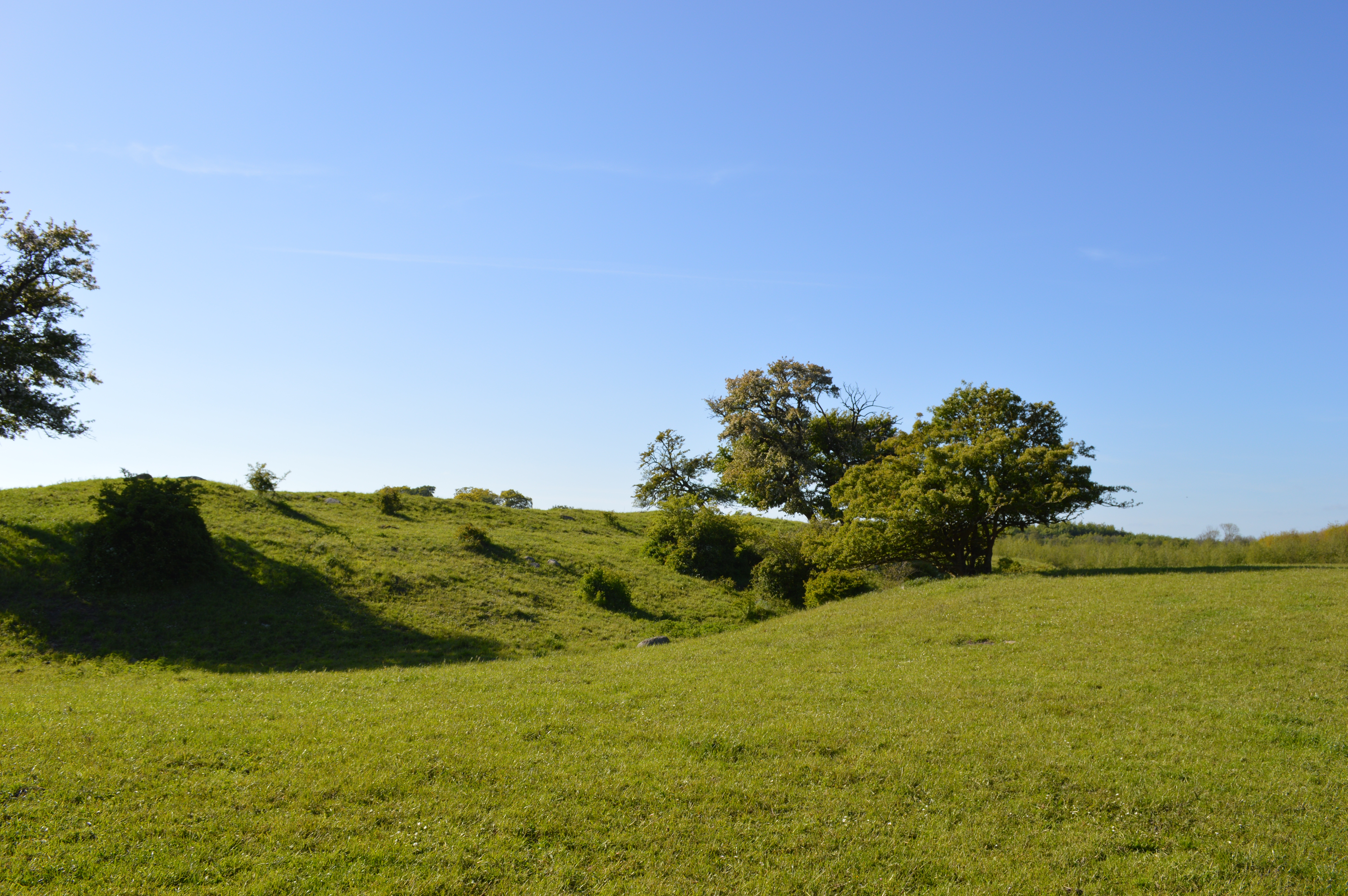
Lindholmen (kullen där borgen låg)

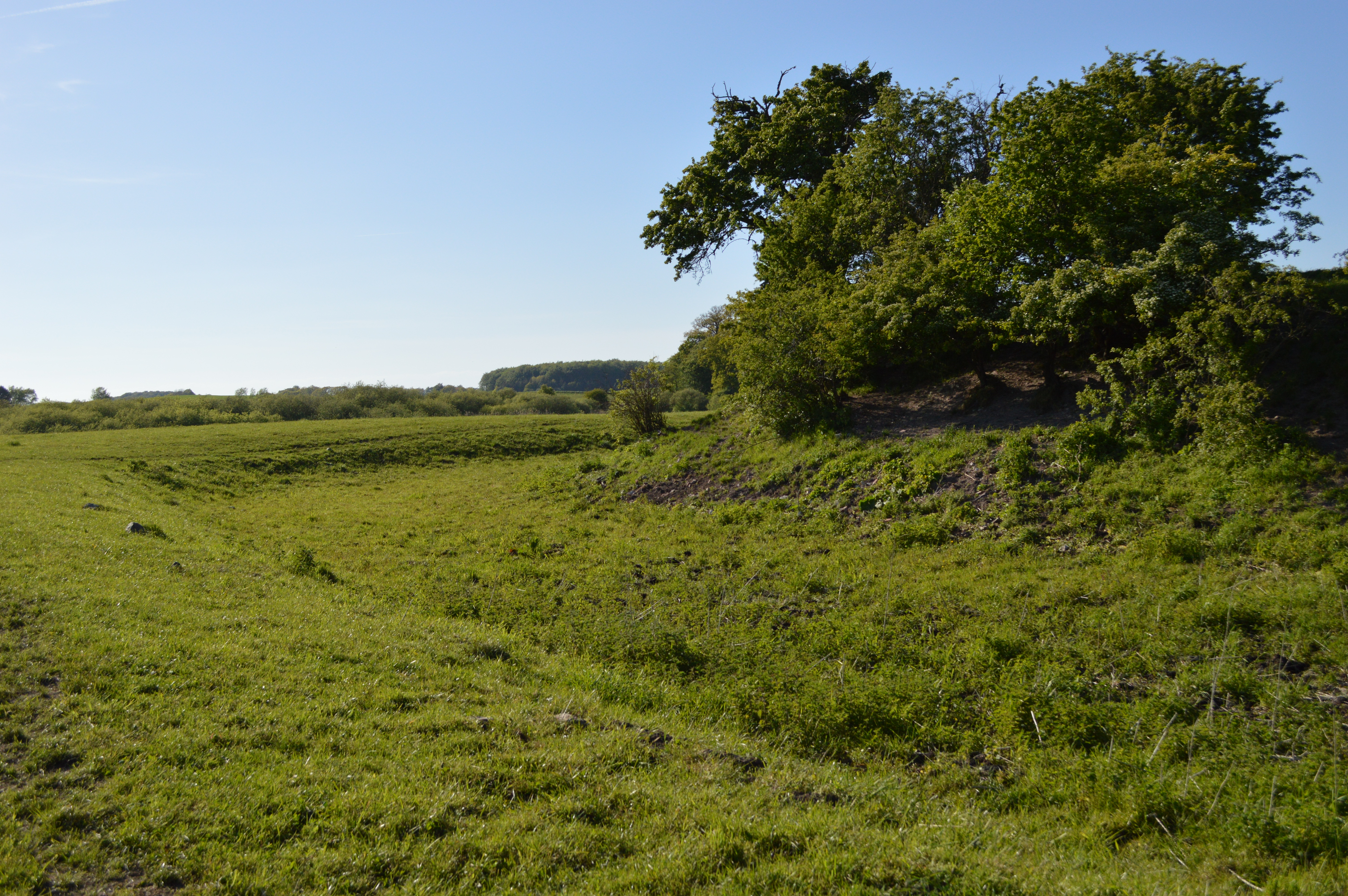
Lindholmen vallgrav

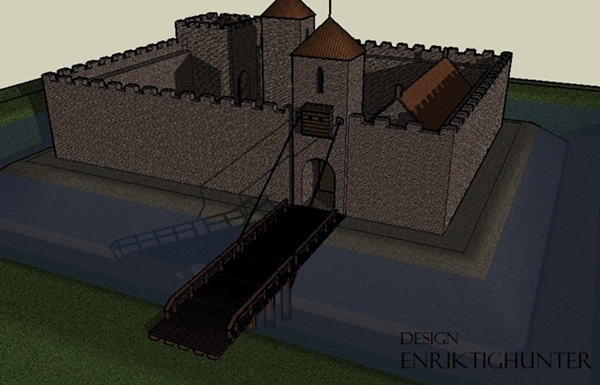
Digital modell

Lindholmen är en borgruin i Svedala socken i Svedala kommun i Skåne.

## Utseende
1339 bestod borgen av ett stentorn, försvarsverk, träbefästningar, samt barfred och planverk. Lindholmen blev riksborg och det beror troligtvis på dess goda naturliga försvarsegenskaper. Borgens ringmur bestod av gråsten och var ganska tjock (ca 3,5 meter), dock är murens höjd okänd. I förhållande till ringmuren fanns ett porttorn samt ett torn över borgens brunn. Kärntornet som var borgens äldsta torn hade något tunnare murar än de två andra tornen.
Vallgraven var tidigare betydligt bredare än den är idag. Tidigare var vallgraven 15 meter bred, medan idag har vallgraven torkat ut och är bara en nedsänkning i betesmarken. På den södra sidan har man hittat rester av träpålar som var nedstuckna i markytan. Det är okänt om pålarnas funktion var att stötta vallen, så att jordmassorna inte rasade ned, eller om pålarna hade en försvarsliknande funktion.
Det enda som finns kvar av borgen idag är kullen som borgen var byggd på och ett fåtal stenar i marken ovanpå kullen. Än idag går det att urskilja var vallgraven har legat, eftersom det är en nedsänkning i marken, men vallgraven har dock torkat ut. Idag används platsen som betesmark, men det är ändå möjligt att besöka platsen där borgen en gång har legat. Vid vägen finns en informationstavla med fakta om borgen. På informationstavlan finns ett telefonnummer till en inspelad guidning om borgen. På väg till kullen där borgen låg passerar man även platsen där Drottning Margaretas trädgård en gång låg. 

## Historia
Platsen där Lindholmens borg en gång låg finns vid Sege å, nordväst om Börringesjön i Svedala kommun. Det är oklart vilket år borgen byggdes, men troligen var det i slutet av 1200-talet eller i början av 1300-talet. Av uppgifter från ett dokument från år 1339 kan man dra slutsatsen att konstruktionen på borgen var av en typ som var vanlig under 1200-talet. Första gången Lindholmen nämns är år 1332, då borgen övertogs av kungamakten.
Lindholmen var en mycket gammal gård. Den var från början enskild egendom, men överläts 1339 till Skånes dåvarande herre, kung Magnus Eriksson. Senare kom Lindholmen och hela trakten i danska kronans ägo. Slottet nämns ofta under den följande tiden som en av de viktigaste platserna i Skåne. På slottet hölls kung Albrekt av Mecklenburg och hans son fången i sex år av drottning Margareta, och fördraget om deras frigivning slöts där den 17 juni 1395. 
Borgen övergavs på 1540-talet när Malmöhus slott tog över som huvudsäte för slottslänet. Efter det användes det som stenbrott och teglet användes till andra byggnader.
När Skåne blev svenskt 1658 var Lindholmen fortfarande kronogods. Men Karl X Gustav förlänade det och Börringekloster till överste Ulrik Frederik Gyldenløve och 1659 till sin oäkte son Gustaf Carlson. 1674, då han upphöjdes till greve, fick han Lindholmen och Börringe till grevskap. Vid reduktionen drogs det in och blev utarrenderat. Det blev rusthåll 1711 och köptes tillsammans med Börringe 1723 av kommissarie Erasmus Clefwe. 1827 styckades godset och såldes i mindre delar.
I närheten finns Drottning Margaretas vall.